# The Racket
Pour plus de détails, voir Fiche technique et Distribution.
The Racket est un film américain muet de Lewis Milestone, sorti en 1928.

## Synopsis
James Mac McQuigg, un officier de la police de Chicago, tente de maintenir la paix à Chicago durant les guerres de gangs lors de la Prohibition mais il est entravé par une corruption massive au sein des services de polices. Après une fusillade, McQuigg parvient à arrêter Spike Corcoran, l'homme de main du chef de la mafia Nick Scarsi mais un politicien s'arrange pour que toutes les charges soient abandonnées. Plus tard, une fête d'anniversaire est organisée pour Joe Scarsi, le frère cadet de Nick Scarsi mais elle se termine par une fusillade au cours de laquelle Nick Scarsi a tué Corcoran. McQuigg l'arrête pour meurtre mais est contraint de le relâcher après avoir été incapable de trouver l'arme du crime.
Bien que McQuigg se soit juré de faire tomber Nick Scarsi, il est transféré au 28e commissariat, dans la banlieue. Après l'arrestation de Joe Scarsi pour un accident avec délit de fuite, McQuigg convainc sa petite amie Helen Hayes de l'aider à le piéger. Nick Scarsi arrive sur place et tire sur le patrouilleur Johnson et McQuigg l'arrête à nouveau pour meurtre. Lorsque l'avocat de Nick Scarsi arrive avec une ordonnance d'habeas corpus pour le libérer, McQuigg la déchire et l'emprisonne également. De son côté, Hayes tombe amoureuse du jeune reporter Dave Ames, qui lui avoue les crimes de Nick Scarsi pour l'empêcher de tuer Ames. Nick Scarsi étant impliqué dans un crime, les politiciens et le procureur Welch s'en prennent à lui afin de rester au pouvoir lors des prochaines élections municipales. 
Ils fomentent un piège dans lequel, Scarsi doit s'échapper puis abattre McQuigg avec une arme vide avant de le tuer eux-mêmes par la suite.

## Fiche technique
- Titre : The Racket
- Réalisation : Lewis Milestone
- Scénario : Del Andrews, Tom Miranda et Bartlett Cormack (en) d'après sa pièce
- Production : Howard Hughes
- Musique : Robert Israel
- Photographie : Tony Gaudio
- Pays de production :  États-Unis
- Format : Noir et blanc - 1,33:1 - Film muet
- Genre : Thriller
- Durée : 84 minutes
- Date de sortie : 1928

## Distribution
- Thomas Meighan : Capitaine de police James McQuigg
- Louis Wolheim : Nick Scarsi
- Marie Prevost : Helen Hayes
- G. Pat Collins : le policier en patrouille Johnson
- Henry Sedley : Spike Corcoran
- George E. Stone : Joe Scarsi
- Sam De Grasse : Harry Welch
- Lucien Prival : Chick
- Lee Moran : Pratt

## Polémique lors de la sortie du film
En raison de la représentation controversée des autorités corrompues de Chicago, le film et la pièce ont été interdits dans cette ville.